# Meximachilis cockendolpheri
Espèce
Meximachilis cockendolpheri est une espèce d'insectes archaeognathes de la famille des Machilidae.

## Publication originale
(ru) V. G Kaplin, « « On the taxonomy of the genus Meximachilis (Thysanura, Machilidae) » », Zoologicheskii Zhurnal, vol. 73, no 12,‎ 1994, p. 119-123